# Atascadero
Atascadero est une ville située dans le comté de San Luis Obispo, en Californie, à égale distance de San Francisco et de Los Angeles. La ville est située à 35° 29′ 03″ N, 120° 40′ 21″ O. Selon le Bureau de Recensement ; sa superficie totale est de 67,67 km2, dont 1,26 km2 (soit 1,87 % du total) d'eau. Selon le recensement de 2010, la ville a 28 310 habitants.
La ville abrite l'Atascadero State Hospital (en).

## Démographie
| 1950  | 1960  | 1970   | 1980   | 1990   | 2000   |
| ----- | ----- | ------ | ------ | ------ | ------ |
| 3 443 | 5 983 | 10 293 | 16 232 | 23 138 | 26 411 |

| 2010   | - | - | - | - | - |
| ------ | - | - | - | - | - |
| 28 310 | - | - | - | - | - |